# ميل مي-54
ميل مي-54 هي مروحية مدنية مُنتجَة ذات محركي توربيني، أُعلن عنها لآول مرة في 1992، لائقة لاستبدال ميل مي-2 و ميل مي-8. خُطط لاستخدام محركي ساترون/تي.يولكا أل-32 بقوة 574 كيلو وات.